# Vicky Clement-Jones
Pour les articles homonymes, voir  Clement et Jones.
Vicky Veronica Clement-Jones née Yip (23 décembre 1948 - 30 juillet 1987) est un médecin britannique et chercheur médical. Son propre diagnostic de cancer de l'ovaire l'a amenée à fonder la British Association for Cancer United Patients (BACUP) en 1984, la plus importante organisation du genre au Royaume-Uni.

## Jeunesse et formation
Vicky Veronica Yip naît en 1948 à Hong Kong de Teddy Yip, un homme d'affaires chinois, et Susie Ho. En 1957, Yip et ses quatre frères et sœurs déménagent avec leur mère à East Grinstead (Sussex de l'Ouest). Elle fait ses études à la Notre Dame Convent School à Lingfield dans le Surrey et à l'East Grinstead County Grammar School. Diplômée en sciences médicales, archéologie et anthropologie du Girton College de Cambridge en 1971, elle étudie ensuite la médecine à la St Thomas's Hospital Medical School. 

## Carrière
Elle épouse Timothy Clement-Jones, un avocat d'entreprise, en 1973 et sort diplômée de St Thomas avec un Bachelors of Medicine and Surgery en 1974. Après avoir obtenu son diplôme, Clement-Jones occupe des postes d'internes à St Thomas puis devient médecin principale de la maison en neurologie et médecine thoracique. Elle est nommée Chef de clinique à l'hôpital St Bartholomew en 1976 et reçoit la bourse Aylwen pour effectuer des recherches sur les peptides opioïdes impliqués dans les réponses à la douleur. Elle contribue a la publication de plus de 30 articles. Elle conçoit un dosage radio-immunologique pour l'un de ces peptides, ses résultats sont publiés dans Nature.
Clement-Jones est diagnostiquée d'un cancer de l'ovaire en 1982. Elle crée alors la British Association for Cancer United Patients (BACUP), une organisation qui fournit des informations, des conseils et un soutien émotionnel aux patients atteints de cancer. BACUP a été enregistré comme organisme caritatif en 1984 et deviendra plus tard la plus grande organisation du genre au Royaume-Uni. 
Le 26 juin 1987, elle fait une apparition prolongée sur le programme de discussion de la télévision britannique After Dark, sur le thème de "Killing With Care?" .  
Le mois suivant — le 30 juillet — elle décède, à l'âge de 38 ans des suites du cancer. 

## Publications
- (en) A Grossman, V Clement-Jones, « Opiate Receptors: Enkephalins and Endorphins », inol Metab, vol. 12, no 1,‎ mars 1983, p. 31-56 (DOI 10.1016/s0300-595x(83)80028-0)
- (en) V Clement-Jones, G M Besser, « Clinical Perspectives in Opioid Peptides », Br Med Bull, vol. 39, no 1,‎ janvier 1983, p. 95-100 (DOI 10.1093/oxfordjournals.bmb.a071798)
- (en) Clement-Jones V, Lowry PJ, Rees LH, Besser GM, « Met-enkephalin circulates in human plasma », Nature, vol. 283, no 5744,‎ 17 janvier 1980, p. 295-297 (DOI 10.1038/283295a0)
- (en) Pullan PT, Clement-Jones V, Corder R, Lowry PJ, Rees GM, Rees LH, Besser GM, Macedo MM, Galvao-Teles A, « Ectopic production of methionine enkephalin and beta-endorphin », Medical Journal, vol. 280, no 6216,‎ 15 mars 1980, p. 758-759 (DOI 10.1136/bmj.280.6216.758)
- (en) « Counselling service for cancer patients », Practitioner, vol. 231, no 1424,‎ février 1987, p. 133-134
- (en) Pullan PT, Clement-Jones V, Corder R, Lowry PJ, Besser GM, Rees LH, « ACTH LPH and related peptides in the ectopic ACTH syndrome », Clin Endocrinol (Oxf), vol. 13, no 5,‎ novembre 1980, p. 437-445 (DOI 10.1111/j.1365-2265.1980.tb03409.x)
- (en) Clement-Jones V, McLoughlin L, Lowry PJ, Besser GM, Rees LH, Wen HL, « Acupuncture in heroin addicts; changes in Met-enkephalin and beta-endorphin in blood and cerebrospinal fluid », Lancet, vol. 2,‎ 25 août 1979, p. 380-383 (DOI 10.1016/s0140-6736(79)90401-x)
- (en) Salacinski PR, McLean C, Sykes JE, Clement-Jones VV, Lowry PJ, « Iodination of proteins, glycoproteins, and peptides using a solid-phase oxidizing agent, 1,3,4,6-tetrachloro-3 alpha,6 alpha-diphenyl glycoluril (Iodogen) », Anal Biochem, vol. 117, no 1,‎ octobre 1981, p. 136-146 (DOI 10.1016/0003-2697(81)90703-x)
- (en) Clement-Jones V, McLoughlin L, Tomlin S, Besser GM, Rees LH, Wen HL, « Increased beta-endorphin but not met-enkephalin levels in human cerebrospinal fluid after acupuncture for recurrent pain », Lancet, vol. 2,‎ 1er novembre 1980, p. 946-949 (DOI 10.1016/s0140-6736(80)92106-6)
- (en) « Problem families », Proc R Soc Med, vol. 67, no 7,‎ juin 1974, p. 680-682
- (en) Bouloux PM, Featherstone RM, Clement-Jones V, Rees LH, Goligher JE, « Erroneous diagnosis of phaeochromocytoma in hypertensive patient on labetalol », J R Soc Med, vol. 78,‎ juillet 1985, p. 588-589 (DOI 10.1177/014107688507800713)